# Melissa Hoskins
Melissa Hoskins (ur. 24 lutego 1991 w Kalamunda, zm. 31 grudnia 2023 w Adelaide)  – australijska kolarka torowa i szosowa, wielokrotna medalistka torowych mistrzostw świata oraz trzykrotna medalistka szosowych mistrzostw świata.

## Kariera
Pierwszy sukces osiągnęła w 2008 roku, kiedy zdobyła złoty medal mistrzostw kraju w wyścigu drużynowym na dochodzenie. Sukces ten powtórzyła także w latach 2009, 2010 i 2011. W 2012 roku wzięła udział w mistrzostwach świata w Melbourne, gdzie w scratchu uległa tylko Polce Katarzynie Pawłowskiej. Na tych samych mistrzostwach wspólnie z Annette Edmondson i Josephine Tomic zdobyła kolejny srebrny medal, tym razem w wyścigu drużynowym na dochodzenie. Podczas rozgrywanych w 2013 roku torowych mistrzostwach świata w Mińsku razem z Annette Edmondson i Amy Cure ponownie zajęła drugą pozycję w drużynowym wyścigu na dochodzenie. Ponadto w barwach teamu Orica-AIS zdobyła srebrny medal w drużynowej jeździe na czas podczas szosowych mistrzostw świata w Valkenburgu oraz brązowy na rozgrywanych rok później mistrzostwach świata we Florencji. Razem z Annette Edmondson, Amy Cure i Isabellą King zdobyła brązowy medal w drużynowym wyścigu na dochodzenie podczas torowych mistrzostw świata w Cali.
Była ponadto mistrzynią Australii juniorów w keirinie oraz mistrzynią Australii w kategorii U-23 w kolarstwie szosowym. Zmarła 31 grudnia 2023 roku w Adelaide, w wyniku potrącenia przez samochód. O spowodowanie wypadku australijska policja oskarżyła jej męża Rohana Dennisa.